# Nutzung von Blitzenergie
Unter der Nutzung von Blitzenergie werden Versuche verstanden, die in Blitzen steckende Energie technisch nutzbar zu machen. Dies wird seit Ende der 1980er Jahre versucht. In einem einzelnen Blitz entlädt sich elektrische Energie von ca. 280 kWh. Dies entspricht ca. 1 GJ oder der Energie von etwa 31 Litern Benzin. Allerdings kommt am Boden weniger als ein Zehntel an, zudem nur sporadisch in Raum und Zeit. Es wurde vorgeschlagen, mit der Energie von Blitzen Wasserstoff aus Wasser herzustellen, das durch den Blitz schnell erhitzte Wasser zur Stromerzeugung zu nutzen oder durch in der Nähe platzierte Induktoren einen sicheren Bruchteil der Energie einzufangen.
Eine Technologie, welche fähig ist, die Energie von Blitzen zu nutzen, müsste diese Energie in kurzer Zeit speichern können. Verschiedene Ideen wurden schon ausprobiert, aber die sich immer ändernde Intensität der Blitze macht die Nutzung von Blitzenergie am Boden unpraktisch. Zu hohe Energiemengen zerstören die Speicher und zu niedrige Energiemengen lassen sich nicht speichern. Zudem treten Blitze nur sporadisch auf, sodass die Energie eingesammelt und längerfristig gespeichert werden müsste. Außerdem müsste man die extrem hohen Spannungen in speicherbare, niedrigere umwandeln.
Im Sommer 2007 testete eine Firma für erneuerbare Energien, die Alternate Energy Holdings, Inc. (AEHI), eine Methode, die Energie eines Blitzes zu nutzen. Das Design für das System kaufte sie von Steve LeRoy, einem Erfinder aus Illinois, der behauptete, mit einem kleinen künstlichen Blitz habe eine 60-Watt-Glühbirne 20 Minuten geleuchtet. Die Methode beinhaltet einen Turm, um die große Menge Energie einzufangen, und einen sehr großen Kondensator, um sie zu speichern. Nach Donald Gillispie, dem Geschäftsführer von AEHI, „konnten wir es nicht zum Laufen bringen, (... jedoch) mit genug Zeit und Geld könnte man das Modell wahrscheinlich vergrößern (...) es ist keine schwarze Magie, es ist bloß Mathematik und Wissenschaft und es könnte Realität werden“.
Nach Martin A. Uman, dem Co-Direktor des Forschungslabors für Blitze bei der University of Florida und einem führenden Wissenschaftler in Sachen Blitze, kommt wenig Energie am Boden an und es wären dutzende, mit den von AEHI vergleichbare, „Blitztürme“ nötig, um fünf 100-Watt-Glühbirnen für ein Jahr zum Leuchten zu bringen. Als er von der „New York Times“ zu dem Thema befragt wurde, sagte er, dass die Energiemenge innerhalb eines Gewitters vergleichbar mit der einer Atombombenexplosion sei, gleichzeitig aber der Versuch „hoffnungslos“ sei, die Energie von der Erdoberfläche aus einzufangen. Eine andere große Herausforderung sei, vorherzusagen, wann und wo die Gewitter auftreten; und selbst während eines Gewitters sei es sehr schwer vorherzusagen, wo genau der Blitz einschlüge.